# Triumfetta barbosa
Triumfetta barbosa är en malvaväxtart som beskrevs av Ko Ko Lay. Triumfetta barbosa ingår i släktet triumfettor, och familjen malvaväxter. Inga underarter finns listade i Catalogue of Life.